# Ulica Stanisława Węglarza w Lublinie
Ulica Stanisława Węglarza w Lublinie – arteria komunikacyjna w Lublinie przebiegająca przez dzielnicę Ponikwoda. Przebiega równoleżnikowo z zachodu na wschód.
W całości jest dwupasmowa.

## Przebieg
Ulica rozpoczyna się od skrzyżowania z al. Spółdzielczości Pracy i jest przedłużeniem ul. Związkowej na wschód. Dalej krzyżuje się z ul. Bazylianówka. Ulica kończy się skrzyżowaniem z ul. Walecznych i ul. T. Strzembosza. Jej przedłużeniem jest osiedlowa ul. Rumiankowa.

## Rozbudowa
Planowane jest przedłużenie ulicy Węglarza do ul. Trześniowskiej.

## Obiekty
Przy skrzyżowaniu z al. Spółdzielczości Pracy znajduje się sklep Lidl. Dalej znajduje się apteka i 2 sklepy Stokrotka.

## Komunikacja miejska
Przy ulicy znajdują się 2 przystanki autobusowe. Kursują tu 2 linie autobusowe 13 i 31.